# Josif Dorfman

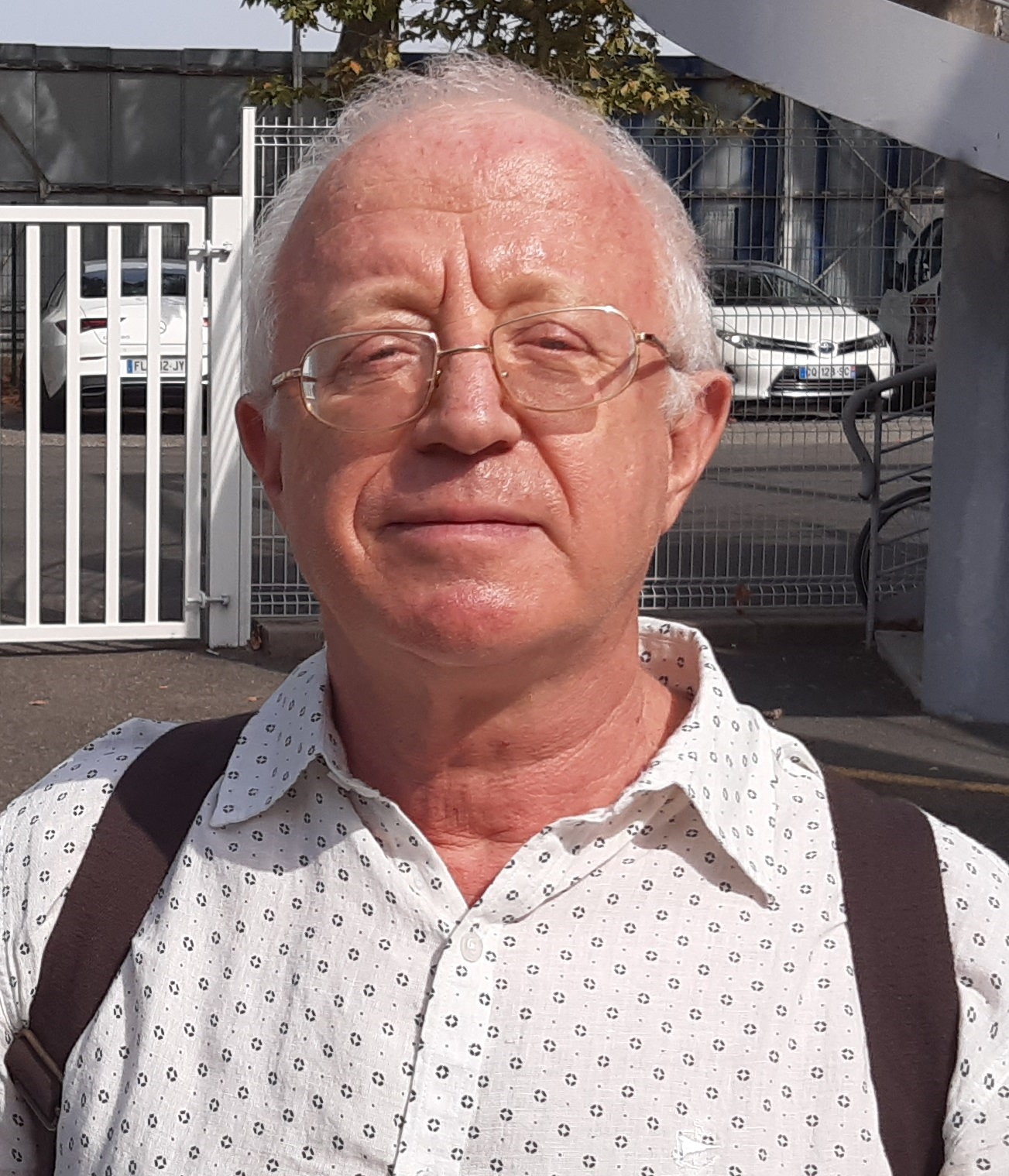
Josif Dorfman (2022)

Josif Dawidowitsch Dorfman (auch Iossif, Iosif, Josef; * 1. Mai 1952 in Schytomyr) ist ein ukrainisch-französischer Schach-Großmeister und -trainer.

## Leben

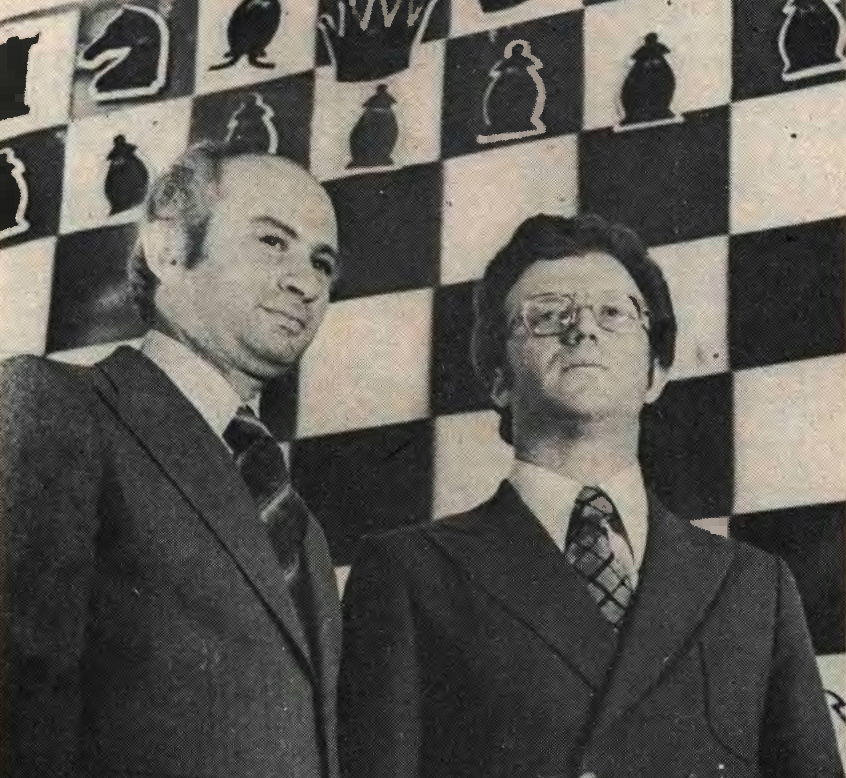
Boris Gulko und Josif Dorfman (1977)

Dorfman ist mehrfacher Teilnehmer an UdSSR-Meisterschaften, die er einmal – 1977 in Leningrad – zusammen mit Boris Gulko gewinnen konnte; der fällige Stichkampf um den Titel endete unentschieden (+1 =4 −1). In den 1980er Jahren war Dorfman Sekundant Garri Kasparows in dessen ersten vier WM-Kämpfen gegen Anatoli Karpow. 1989 nahm Dorfman am Berliner Sommer teil und wurde geteilter Zweiter hinter Viktor Gavrikov.
Dorfman lebt seit etwa 1990 in Frankreich, wurde 1998 französischer Einzelmeister und 2000 Vizemeister. Dorfman gilt auch als erfolgreicher Schachtrainer, zu seinen Schülern zählte unter anderem der französische Spieler der Weltspitze Étienne Bacrot. Er veröffentlichte zwei Bücher: Die Schachmethode (2001) und Der kritische Augenblick (2002).
Josif Dorfman bekam 1977 vom Weltschachverband FIDE den Titel eines Internationalen Meisters verliehen, ein Jahr darauf den eines Großmeisters. Seit 2004 trägt er dazu den Titel FIDE Senior Trainer. Seine Elo-Zahl beträgt 2560 (Stand: Juli 2016), seine bisher höchste war 2617 von Juli bis Dezember 2002.

## Nationalmannschaft
In den Jahren 1998, 2002 und 2004 spielte Dorfman bei Schacholympiaden für die französische Nationalmannschaft. An der Mannschaftseuropameisterschaft nahm er 1977 mit der sowjetischen Mannschaft (die den Wettbewerb gewann) und 2005 mit der französischen Mannschaft teil, die den dritten Rang erreichte.

## Vereine
In der Sowjetunion spielte Dorfman bis 1980 in der Armeemannschaft, anschließend bei Trud Moskau, mit dem er 1982 die sowjetische Vereinsmeisterschaft gewann.
In Frankreich spielte Dorfman in den 1990er Jahren bei Lyon-Oyonnax Échecs, später bis 2006 bei C.E.M.C. Monaco, mit dem er 2002 französischer Mannschaftsmeister wurde, und von 2009 bis 2011 bei Évry Grand Roque. In der Saison 2014/15 spielt er bei Grasse Echecs. Von 2000 bis 2003 war Dorfman in der deutschen Schachbundesliga für den Hamburger SK aktiv. In der österreichischen Bundesliga spielte er zuletzt in der Saison 2002/03 für den SV Tschaturanga Neubau, für den er auch in den beiden folgenden Spielzeiten gemeldet war, aber nicht eingesetzt wurde.
Dorfman nahm insgesamt fünfmal am European Club Cup teil und gewann diesen 1984 mit Trud Moskau, 1993 und 1994 mit Lyon-Oyonnax Échecs.

## Werke
- Die Schachmethode. Sarl Game Mind, Montpellier 2001, ISBN 2-957-2890-3-2.
- Der kritische Augenblick. Game Mind Ltd, Aldermaston/Reading/Berks 2002, ISBN 2-84735-003-9.